# كأس النرويج 1971
كأس النرويج 1971 (بالنرويجية: Norgesmesterskapet i fotball for menn 1971)‏ هو الموسم 66 من كأس النرويج. أشرف على تنظيمه اتحاد النرويج لكرة القدم، وفاز فيه نادي روسنبورغ.